# كاتني (مروارا، الهند)
كاتني (بالإنجليزية: Katni؛ المعروفة رسميًا بمروارا) هي مدينة تقع على ضفاف نهر كاتني في ولاية مدهيا برديش بالهند. وهي المقر الإداري لمنطقة كاتني. تقع في منطقة ماهاكوشال في وسط الهند. تبعد المدينة 90 كيلومترًا (56 ميلاً) عن مقر التقسيم الإداري للمنطقة، جبلبور.

## التركيبة السكانية
وفقًا لتعداد الهند صدر عام 2021، بلغ عدد سكان بلدية مورورا (كاتني) 313,000 نسمة. وبلغ معدل الإلمام الفعّال بالقراءة والكتابة حينها 87.43٪؛ حيث بلغ معدل الإلمام بالقراءة والكتابة بين الذكور 92.29٪ والإناث 76.12٪.

## الروابط الخارجية
- موقع حكومة كاتني